# Billy Ball
William Henry Ball (11 tháng 4 năm 1876 – tháng 2 năm 1929) là một cầu thủ bóng đá người Anh thi đấu ở vị trí hậu vệ. Sinh ra ở West Derby, Liverpool, ông thi đấu cho Liverpool South End, Rock Ferry, Blackburn Rovers, Everton, Notts County và Manchester United.